# Linzgau

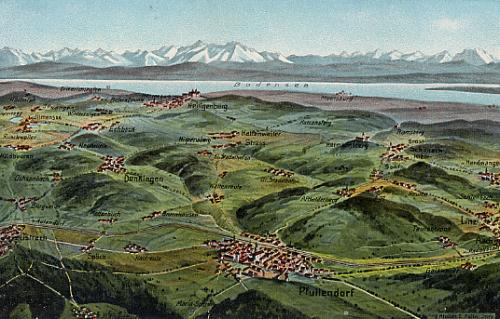
Linzgau

Linzgau este o regiune muntoasă din sudul landului Baden-Württemberg, Germania. Regiunea este mărginită la sud de lacul Constanța, la est est de cursul lui Schussen (62 km), la vest de Überlingen și la nord de Pfullendorf.

## Date geografice
Toată regiunea Linzgau este caracterizată printr-un relief glaciar, cu dealuri (Mittelgebirge) rotunjite de eroziune care coboară spre Bodensee. În regiune practică pomicultura și viticultura. Localitățile mai importante din regiune sunt Überlingen, Pfullendorf și Markdorf.

## Literatură
- Hermann Eris Busse (Hrsg.): Überlingersee und Linzgau. In: Badische Heimat 23, 1936
- Carl Borromäus Alois Fickler: Heiligenberg in Schwaben. Mit einer Geschichte seiner alten Grafen und des von ihnen beherrschten Linzgaues. Macklot, Karlsruhe 1853 (Digitalisat)
- Herbert Liedtke: Namen und Abgrenzungen von Landschaften in der Bundesrepublik Deutschland. 3. Aufl. Deutsche Akademie für Landeskunde, Flensburg 2002 (Forschungen zur deutschen Landeskunde 239)
- Hans Schleuning (Hrsg.): Überlingen und der Linzgau am Bodensee. Stuttgart/Aalen 1972 (Heimat und Arbeit)
- Charlotte Zoller: Unterwegs im oberen Linzgau. Liebeserklärung an eine Landschaft. J.Schmid Verlag, Pfullendorf 1993